# Liste der Monuments historiques in Ardiège
Die Liste der Monuments historiques in Ardiège führt die Monuments historiques in der französischen Gemeinde Ardiège auf.

## Liste der Objekte
| Bezeichnung | Beschreibung                          | Standort                                     | Kennzeichnung | Schutzstatus | Datum | Bild |
| ----------- | ------------------------------------- | -------------------------------------------- | ------------- | ------------ | ----- | ---- |
| Vier Gefäße | Mitte des 19. Jahrhunderts, Porzellan | in der Sakristei der Kirche St-Pierre (Lage) | PM31001935    | Inscrit      | 2010  |      |
| Zwei Gefäße | Mitte des 19. Jahrhunderts, Porzellan | in der Sakristei der Kirche St-Pierre (Lage) | PM31001936    | Inscrit      | 2010  |      |
| Vier Vasen  | Mitte des 19. Jahrhunderts, Porzellan | in der Kirche St-Pierre (Lage)               | PM31001934    | Inscrit      | 2010  |      |
| Uhrwerk     | Erste Hälfte des 19. Jahrhunderts     | in der Kirche St-Pierre (Lage)               | PM31001937    | Inscrit      | 2010  |      |